# Roisan
Roisan é uma comuna italiana da região do Vale de Aosta com cerca de 852 habitantes. Estende-se por uma área de 14 km², tendo uma densidade populacional de 61 hab/km². Faz fronteira com Aosta, Doues, Gignod, Saint-Christophe, Valpelline.

## Demografia
| Variação demográfica do município entre 1861 e 2011                               |
|                                                                                   |
| Fonte: Istituto Nazionale di Statistica (ISTAT) - Elaboração gráfica da Wikipedia |